# (12280) Reims
(12280) Reims (1990 WS4) – planetoida z pasa głównego asteroid okrążająca Słońce w ciągu 4,56 lat w średniej odległości 2,75 j.a. Odkryta 16 listopada 1990 roku.